# Patiscus tagalicus
Patiscus tagalicus är en insektsart som först beskrevs av Carl Stål 1877.  Patiscus tagalicus ingår i släktet Patiscus och familjen syrsor. Inga underarter finns listade i Catalogue of Life.